# 无沟双髻鲨
无沟双髻鲨（学名：[Sphyrna mokarran] 错误：{{Lang}}：文本有斜体标记（帮助）），又名八鰭丫髻鮫，为双髻鲨科双髻鲨属的鱼类，為體型最大的雙髻鯊，最大體長可達 6.1米（20英尺）。分布於全世界的溫帶至熱帶的沿岸與大陸棚海域。该物种的模式产地在红海。無溝雙髻鯊為獨居的頂級掠食者，以多樣的獵物為食，包括甲殼綱、頭足綱、硬骨魚、魟魚、小型鯊魚等。為胎生，每兩年可產下最多 55 隻幼鯊。

## 分布與棲息地
無溝雙髻鯊棲息於全世界介於40°N與37°S之間的熱帶沿岸海域。

## 保育狀況
無溝雙髻鯊常因為魚翅而被捕捉，因此數量已大幅減少。目前已被國際自然保護聯盟列為极危物種。并被列為《瀕危野生動植物種國際貿易公約》附錄二的物種，被限制出口及貿易。